# Jettenstetten
Jettenstetten ist ein Gemeindeteil der Gemeinde Taufkirchen (Vils) im Landkreis Erding in Oberbayern.

## Geographie
Das Kirchdorf liegt nördlich der Großen Vils am Rechlfinger Bach, 6 km östlich des Hauptortes an der Bundesstraße 388 zwischen Taufkirchen und Velden.

## Orts- und Schlossgeschichte

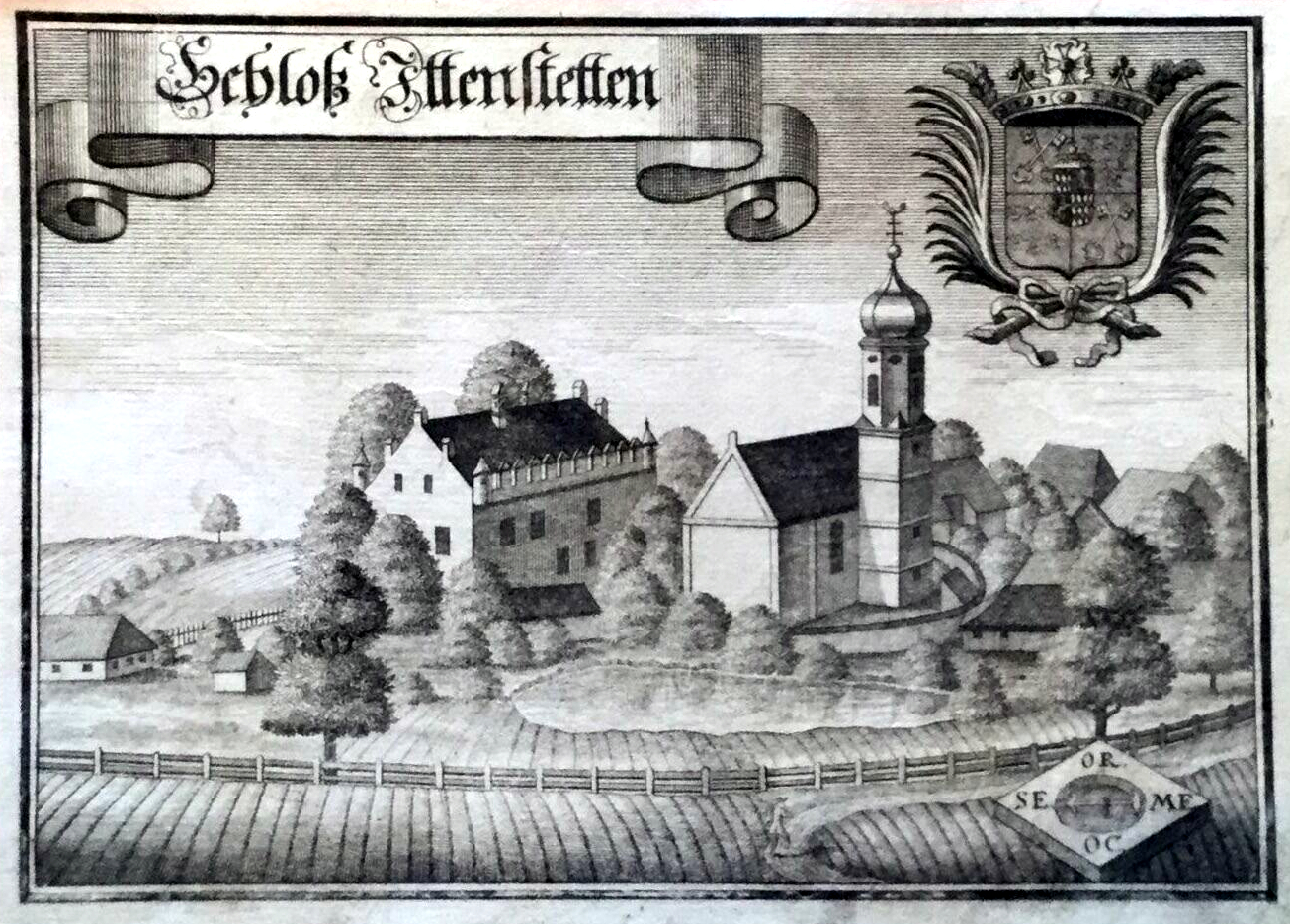
Schloss und Kirche von Jettenstetten auf einem Kupferstich von Michael Wening (um 1700)

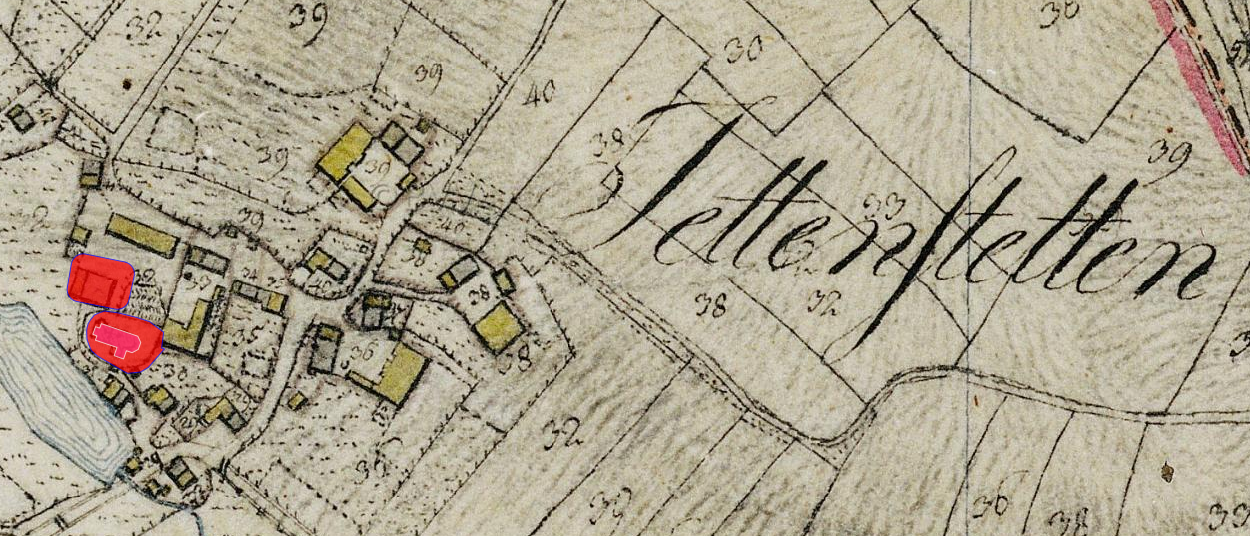
Lageplan von Schloss Jettenstetten auf dem Urkataster von Bayern

Der Ort wird in Urkunden des Regensburger Klosters Sankt Emmeram zur Zeit des Bischofs Baturich (817–847) unter dem Namen Jahaza als ein Kirchenort nahe Feldun erwähnt. Mehr als 200 Jahre lang blieb Jettenstetten Eigentum von Sankt Emmeram. Um 1040 wird zum ersten Male ein Ortsadel erwähnt. Um 1150 schenkte ein Engilwan de Idensteti dem Stift Berchtesgaden seinen Besitz in Jettenstetten. Dieser blieb von da an bis zur Säkularisation 1803 Eigentum des Berchtesgadener Stifts, das adlige Familien als Vögte einsetzte. Im 14. und 15. Jahrhundert waren dies die Familien der Fraunhofener und Fraunberger.
Der Bau der Kirche St. Margaret neben dem Schloss erfolgte um 1500. 1532 wurde ein Amtmann als weiterer Verwaltungsbeamter des Fürststifts angestellt. Anfangs von der Familie Engelshofer ausgeübt, kam im Jahre 1541 das Amt und das Schloss in die Hände der Pucher. 1582 entstand das stiftische Pflegamt Jettenstetten und Wasentegernbach, als  Aham von Laiming Schloss Wasentegernbach an das Fürststift unter Jakob II. Pütrich verkaufte. Bis 1597 wurde der Besitz stetig erweitert.  1606 erhielt Jettenstetten den Status einer geschlossenen Hofmark. 1646 gelangte auch die Hofmark Grüntegernbach durch Kauf an das Fürststift Berchtesgaden, das sie zusammen mit den stiftischen Hofmarken Jettenstetten,  Wasentegernbach, Breitenloh, Eibach und Haus durch das Pflegamt mit Sitz in Wasentegernbach verwalten ließ.  Im Jahr 1673 wurde der Besitz unter Vogt Adam von Puch durch den Kauf von mehreren Rittergüter noch einmal erweitert. 1749 verkaufte das Fürststift Berchtesgaden aus Geldnot alle außerhalb gelegenen Höfe der Hofmark Jettenstetten an den Eigentümer der Hofmark Taufkirchen, Franz Peter von Rosenbusch. Von da an bestand die Hofmark Jettenstetten nur noch aus dem Dorf selbst. Bereits um das Jahr 1723 war freilich das einstige Schloss unbewohnt und das Kirchdorf eine Filiale der Pfarrei Velden geworden.
1803 wurde Jettenstetten säkularisiert, es entstand ein adeliges Patrimonialgericht II. Klasse.  Das bayerische Gemeindeedikt vom 17. Mai 1818 führte zur Bildung der Gemeinde Moosen, zu der auch Jettenstetten gehörte. Als nach der Revolution 1848 die Gerichtsbarkeit des Adels aufgehoben wurde, war die Zeit Jettenstettens als Herrschaftssitz endgültig beendet. Wann genau das Schloss abgerissen wurde, ist unbekannt. Laut dem Landkreisbuch von 1963 ist das Schloss zum Wohngebäude eines Bauernhofs umgewandelt worden, von dem noch das ehemalige Schlossportal erhalten sein soll. Es ist unter der Aktennummer D-1-7639-1027 als „abgegangenes Hofmarkschloss des späten Mittelalters und der frühen Neuzeit (Schloss Jettenstetten)“ als Bodendenkmal registriert.
Die Gemeinde Moosen (Vils) wurde mit Jettenstetten am 1. Januar 1972 (mit der am 1. Oktober 1925 eingemeindeten Gemeinde Hubenstein) nach Taufkirchen eingemeindet. Die Gemeinde bestand zu dieser Zeit aus 44 Gemeindeteilen und umfasste 1622 Hektar.